# Яна Дубинянська
Яна Дубинянська (ім'я при народженні Дубинянська Тетяна Юріївна; 21 серпня 1975 року, Феодосія, Крим, УРСР) — українська російськомовна письменниця. У 1990-х у перші роки після навчання на художника працювала за фахом. Після переїзду до Львова 1996 року та пізніше до Києва 1998 року також почала займатися журналістикою. Лауреат російської літературної відзнаки «Російська премія» за 2007 рік.

## Життєпис
Народилася 21 серпня 1975 року в Феодосії в родині студентів Сімферопольського університету, які пізніше стали його співробітниками. Ранні роки провела у Сімферополі, але щоліта бувала на морі, що знайшло відображення у багатьох творах письменниці. Писати почала у 13 років. З 1990 по 1994 роки навчалася у Кримському художньому училищі імені Самокиша, потім два роки працювала за спеціальністю художником у театрі, вела студію, малювала портрети на набережних у курортний сезон, провела чотири персональні виставки.
У 1996 році вступила на факультет журналістики у Львівському державному університеті імені Івана Франка, звідки у 1998-му перевелася до Київського інституту журналістики, який закінчила із відзнакою 2001 року.
Її дебютною книжкою стала збірка «Три дні в Сиренополі» (укр. переклад Остапа Дроздова, Наталі Марків та Ірини Калити, Смолоскип, 1999). Заглавне оповідання російською було надруковано у 1999 році в кримському альманасі «Брега Тавриды». Збірка була видана за результатами конкурсу від видавництва «Смолоскип».
Роман Дубинянської «Фінал новорічної п'єси» був опублікований 2002 року в серії «Нові автори» видавництва КСД (Харків)(укр. переклад Ірина Калита під назвою Фінал новорічної п'єси, Факт, 2006), перевидання — у видавництві «Шико» (Луганськ, 2011).
Журналістську діяльність розпочала у газеті «Кримська світлиця», (Сімферополь). Після закінчення Інституту журналістики і переїзду до Києва працювала на телебаченні і в пресі, зокрема була журналісткою газети «Дзеркало тижня», а також співпрацювала з виданнями «Личности», «Вечірній Київ»,, «Літакцент», «Культпросвет», Forbes woman, «Українська правда» тощо.
У 2008 році вийшла просвітницька книга Дубинянської з серії Життя видатних дітей видавництва Грані-Т про життя видатних особистостей: Джері Даррела, Машу Єрмолову, Олю Кобилянську, Ованеса Айвазовського, та Рея Бредбері; книгу було схвалено Міністерством освіти і науки, молоді та спорту України.
Останнє десятиріччя активно працює як сценарист. В її фільмографії серіали «25 година», «Інша», «Все не випадково», «Виходьте без дзвінка» та інші.

## Літературна творчість
Яна Дубинянська пише російською мовою, використовує псевдоніми: «Татяна Вініченко», «Марина Ліванова». Жанр її художніх творів — фантастика. Зокрема її роман «Свое время» (укр. Свій час) літературознавець Ірина Парфенюк відносить до раціональної фантастики.
Творам Яни Дубинянської властиві лаконічність, динамізм, напружений сюжет, неочікувані й парадоксальні фінали, яскравість характерів. Закордонні імена персонажів й топонімів створюють атмосферу екзотичності та умовності. Фантастична складова зазвичай просуває сюжету, надає творам казкове чи містичне забарвлення. Критики часто не можуть надати жанрове означення деяким творам, зазаначаючи, що Дубинянська пише на межі фантастики, містики і психологічної прози, або на перехресті любовної історії, горору, містики, студентської прози, сатири.

## Погляди та громадянська позиція
Яна Дубинянська від початку окупації Криму активно висловлює проукраїнську позицію в інтерв'ю та публіцистиці і виступає в пресі передусім з позиції захисту прав кримчан. Так, влітку 2014 року її публікації додалися до кампанії, яка стала на заваді прийняття першої редакції закону «Про забезпечення прав і свобод громадян та правовий режим на тимчасово окупованій території України» за грузинським варіантом: «Вже сьогодні цей закон вдарить, і дуже боляче, по людях, які живуть у Криму і мають міцні зв'язки з материковою Україною. По тих, у кого на материку — батьки або діти. Бо діятиме він саме на українській території. Два мільйони кримських колаборантів не посадять до в'язниці, але вони не зможуть побачитися зі своїми родичами, переказати гроші дітям, які вчаться в Києві, або, навпаки, прийняти гостей чи отримати родинну допомогу. Два мільйони автоматично стають злочинцями для України — якщо не схочуть кидати все і втікати зі своєї землі».

### Участь у «Російських літературних зборах» у Москві (листопад 2013)
21 листопада 2013 року Дубинянська на запрошення російської письменниці й правозахисниці Аліси Ганієвої взяла участь у «Російських літературних зборах» у Москві. Окрім неї з України на зібранні був Борис Олійник. Її участь у зборах викликала критику українського суспільства, на що Дубинянська заявила, що поїхала до Москви через «допитливість письменника» і хотіла «наживо побачити Путіна».

### Ставлення до української мови
2010 року Дубинянська пояснила, що «пише російською, оскільки це [її] рідна мова» однак вона «не робить з цього культу чи громадянської позиції». У інтерв'ю 2016 року Дубинянська на запитання «чи могла б вона у своїх творах перейти з російської на українську мову?» відповіла «А навіщо? [адже] для українського письменника нормально писати російською».
Однак з початком війни Яна Дубинянська почала гостріше виступати на предмет «мовного питання»: «Нині в нашій країні війна. І грандіозна, немислима у своїй безглуздості брехня про „геноцид російськомовних“ і необхідність їхнього „захисту“ має успіх, тому що ми звикли шукати в усіх бідах мовне підгрунтя. А коли назустріч лунають крики про „мову ворога“, якою не можна більше читати книжки, дивитися кіно, писати і тим більш говорити — брехня проростає ще глибше, і викорчувати її стає все менш реально. Привид, якого стільки років підживлювали з усіх сил, годуючи власними комплексами, нереалізованими амбіціями й невдачами, обростає плоттю і стає монстром».
У соцмережах Яна Дубинянська критикувала Закону України «Про забезпечення функціонування української мови як державної» як неприйнятний у демократичному суспільстві: «якщо вас не обслуговують [українською] мовою в кафе, то треба вийти й піти в інше. Так це в усьому світі». У відповідь український журналіст Вахтанг Кіпіані це твердження Дубинянської назвав брехнею, оскільки на його думку, у будь-якій цивілізованій країні вас зобов'язані обслуговувати мовою цієї країни; Кіпіані також заявив що контроверсійна заява Дубинянської — це всього лише вигадки противників нового закону про мову «аби [лише] не погодитися з реальним статусом української як державної»
На думку провідних письменників та інтелігенції України, серед яких Юрій Винничук, Андрій Кокотюха, Вахтанг Кіпіані, Радій Радутний та інші, а також широкої громадськості, є українофобкою та перешкоджає розвитку вільної та незалежної України. Зокрема Йосиф Сірка, український критик, вважає, що «Дубинянська вихована на ідеології, яка заперечувала право на існування української держави, а ненависть до інших національностей чи релігій, зокрема, які не підлягали контролю КГБ, накидалася негативними прикметами чи образами».

## Особисте життя
Сестра відомого ліберального журналіста Михайла Дубинянського, який жартома зазначив, що пишається статусом «українофоба».
Чоловік — Ярослав Олексійович Мишанич. Пара побралася у 2000 році. Ярослав Мишанич є кандидатом філологічних наук, працює старшим науковим співробітником відділу давньої української літератури Інституту літератури НАНУ. Він також переклав українською мовою кілька творів дружини. Зокрема у 2013 році він переклав її роман «Гаугразький бранець».
Має трьох дітей: Олексу, Мілену та Еліну.
Серед письменників вона товаришує з Мариною Соколян, Ларисою Денисенко, Володимиром Арєнєвим-Пузієм та з письменницьким подружжям Артема та Олени Захарченків.

## Премії та номінації

### Російські премії
Яна Дубинянська є лауреатом низки російських літературних премій. Серед найвизначніших — премія Фонду «Інститут євразійських досліджень» для російськомовних письменників, що проживають за межами Росії «Російська премія» (2007) за книгу «Гаугразский пленник» (укр. Гаугразький полонений). Крім цього її книги неодноразово потрапляли до довгого списку цієї премії.
- 2007 Премія Фонду «Інститут євразійських досліджень» у категорії «Велика проза» за книгу «Гаугразский пленник» (укр. Гаугразький бранець)[33][34]
- 2009 Довгий список Національної літературної премії Росії «Велика книга» за роман роман «H2O» (укр. H2O)[35]
- 2010 Фінал Премії імені А. і Б. Стругацьких (АБС-премія) у номінації «Художній твір» з романом «Глобальное потепление» (укр. Глобальне потепління)[36][37]
- 2010 Довгий список Премії Фонду «Інститут євразійських досліджень» у категорії «Велика проза» за книгу «Сад камней» (укр. Сад каменів)[38]
- 2011 Довгий список Премії Фонду «Інститут євразійських досліджень» у категорії «Мала проза» за книгу «В эпизодах» (укр. В епізодах)[39]
- 2010 Особиста відзнака Бориса Стругацького «Бронзовий равлик» за роман «Глобальное потепление» (укр. Глобальне потепління)
- 2010 Премія «Фиолетовый Кристалл» фестивалю фантастики «Созвездие Аю-Даг» за роман «Глобальное потепление» (укр. Глобальне потепління)
- 2011 Премія «Бегущая по волнам» фестивалю фантастики «Созвездие Аю-Даг» за роман «Письма полковнику» (укр. Листи до полковника)
- 2014 Довгий список Премії Фонду «Інститут євразійських досліджень» у категорії «Велика проза» за книгу «Свое время» (укр. Свій час)[40]

### Українські премії
- 1999 — Премія видавництва «Смолоскип» за україномовний переклад книги «Три дні у Сиренополі» (український переклад Остапа Дроздова, Наталі Марків та Ірини Калити)
- 2000 — премія «Гранослов»[41][42]
- 2004 Премія Міжнародної асамблеї фантастики «Портал» у категорії найкращої фантастичної книгу українською в оригіналі чи в україномовному перекладі — за україномовний переклад книги «Козли» (український переклад Ірини Калити)

### Російськомовні в оригіналі твори
- Яна Дубинянская. «Финал новогодней пьесы»: роман. Белгород: КСД; Харьков: КСД. 2002. 414 с. (серия «Новые авторы»)
  - (передрук) Яна Дубинянская. «Финал новогодней пьесы»: роман и рассказы. Луганск: «Шико». 2011. 492 с.
- Яна Дубинянская. «Жены призраков»: повесть. Киев: «Караван-медиа». 82 с. // Додаток до журналу «Академия», N3. 2003
- Яна Дубинянская. «Кукла на качелях»: повесть. Киев: «Караван-медиа». 64 с. // Додаток до журналу «Академия», N6. 2003
- Яна Дубинянская. «Лестничная площадка»: роман. Москва: АСТ; Донецк: «Сталкер». 303 с. (серия "Звездный лабиринт — библиотека «Сталкера»)
  - (перевидання) Яна Дубинянская. «Лестничная площадка»: роман и рассказы. Луганск: «Шико». 2011. 448 с.
- Яна Дубинянская. «За горизонтом сна»: роман. Москва: «АСТ». 2003. 383 с.(серия «Звездный лабиринт»)
- Яна Дубинянская. «Проект „Миссури“»: роман. Москва: «АСТ». 2005. 446 с.(серия «Звездный лабиринт»)
- Яна Дубинянская. «Гаугразский пленник»: роман. Москва: «АСТ». 2006. 384 с. (серия «Звездный лабиринт»)
- Яна Дубинянская. «H2O»: роман. Москва: ПрозаиК. 2008. 480 с.
- Яна Дубинянская. «Глобальное потепление»: роман. Москва: ПрозаиК. 2009. 348 с.
- Яна Дубинянская. «Письма полковнику»: роман. Москва: Снежный Ком М. 2010. 432 с.
- Яна Дубинянская. «Сад камней»: роман. — Москва: «АСТ». 2011. 384 с.
- Яна Дубинянская. «Наследник»: роман. // Москва: журнал «Новый мир» № 11. 2012
- Яна Дубинянская. «В эпизодах»: сборник рассказов. 2016. Москва: LitRes. 158 с.
- Яна Дубинянская. «Свое время»: роман. Москва: Время. 2016. 512 с. (серия «Самое время!»)

### Переклади українською
- Яна Дубинянська. «Три дні у Сиренополі»: збірка.[43] Переклад з рос.: Остап Дроздов, Наталя Марків та Ірина Калита. Київ: Смолоскип. 1999. 222 стор. ISBN 966-7332-27-6
  - (передрук) Яна Дубинянська. Знайти зрадника. Переклад з рос.: Остап Дроздов, Наталя Марків та Ірина Калита. // «Автомобілі, автомобілі…»: збірка з серії «Дорожні історії». Київ: KM-Books. 2017. 256 стор.: С. 71-89. ISBN 978-617-7489-10-7
- Яна Дубинянська. Козли: повісті.[44] Переклад з рос.: Ірина Калита. Київ: Факт. 2004. 256 стор. ISBN (сер. «Exceptis excipiendis»)
- Яна Дубинянська. Сходовий майданчик: роман. Переклад з рос.: Ярослав Мишанич. Київ: Факт. 2005. 288 стор. ISBN 966-359-024-6 (сер. Exceptis excipiendis)
- Яна Дубинянська. Корабель жінок: збірка.[45] Переклад з рос.: Марина Олійник. Київ: Нора-Друк. 2006. 296 стор. ISBN 966-2961-05-4 (сер. «Яна Дубинянська's puzzles»)
- Яна Дубинянська. «Проект „Міссурі“»: роман. Переклад з рос.: Ярослав Мишанич. Київ: Нора-Друк. 2006. 424 стор. ISBN 966-2961-00-3 (сер. «Яна Дубинянська's puzzles»)
- Яна Дубинянська. Фінал новорічної п'єси: роман. Переклад з рос.: Ірина Калита. Київ: Факт. 2006. 346 стор. ISBN 966-359-083-1 (сер. «Яна Дубинянська's puzzles»)
- Яна Дубинянська. Листи до полковника: роман. Переклад з рос.:. Ярослав Мишанич. Київ: Нора-Друк. 2007. 432 стор. ISBN 978-966-2961-20-1 (сер. «Яна Дубинянська's puzzles»)
- Яна Дубинянська. Дружини привидів: повісті.[46] Переклад з рос.: Ірина Калита. Київ: Нора-друк. 2008. 240 стор. ISBN 978-966-2961-31-7 (сер. «Популярні книжки»)
- Яна Дубинянська. Гаугразький бранець: роман. Переклад з рос.: Ярослав Мишанич. Київ: Електрокнига. 2013. 311 стор. ISBN 978-617-7026-09-8 (Серія: Конвертовані книжки).[32]
- Яна Дубинянська. Свій час: роман. Переклад з рос.: Вікторія Стах. Львів: Видавництво Старого Лева. 2016. 464 стор. ISBN 978-617-679-238-3[47]